# ニューヨーク市地下鉄R179形電車
ニューヨーク市地下鉄R179形電車（ニューヨークしちかてつR179がたでんしゃ）は、ニューヨーク市地下鉄が保有する4扉の通勤形電車である。

## 概要
大型車両が走る「Bディビジョン」車両のうち、R32形及びR42形の置き換えを行うため導入された。先代のR160形をベースとしつつも、細かい部分などを中心に変更点が見られる。
この車両はボンバルディア・トランスポーテーションが一括受注し、2020年までに5両編成26本と4両編成47本の計318両が導入されている。

## 車体
R160形に引き続き、無塗装のステンレス車体が採用された。R160形とは前面のライトの下部の塗分けや、乗務員室の横にある窓枠が太くなっているところが異なる。R160形と同様、前面上部にはLED式の走行路線の表示器が、下部にはアンチクライマーが設置されている。また、連結器は電気連結器付き密着連結器を採用している。

## 車内
車内についてもベンチのような座席や次駅案内表示器などR160形を踏襲した部分が多いが、扉付近の握り棒の形状変更が目につくところであり、R160形でも握り棒を同様のものに交換された車両が存在する。天井ではスピーカーの位置が変更されている。

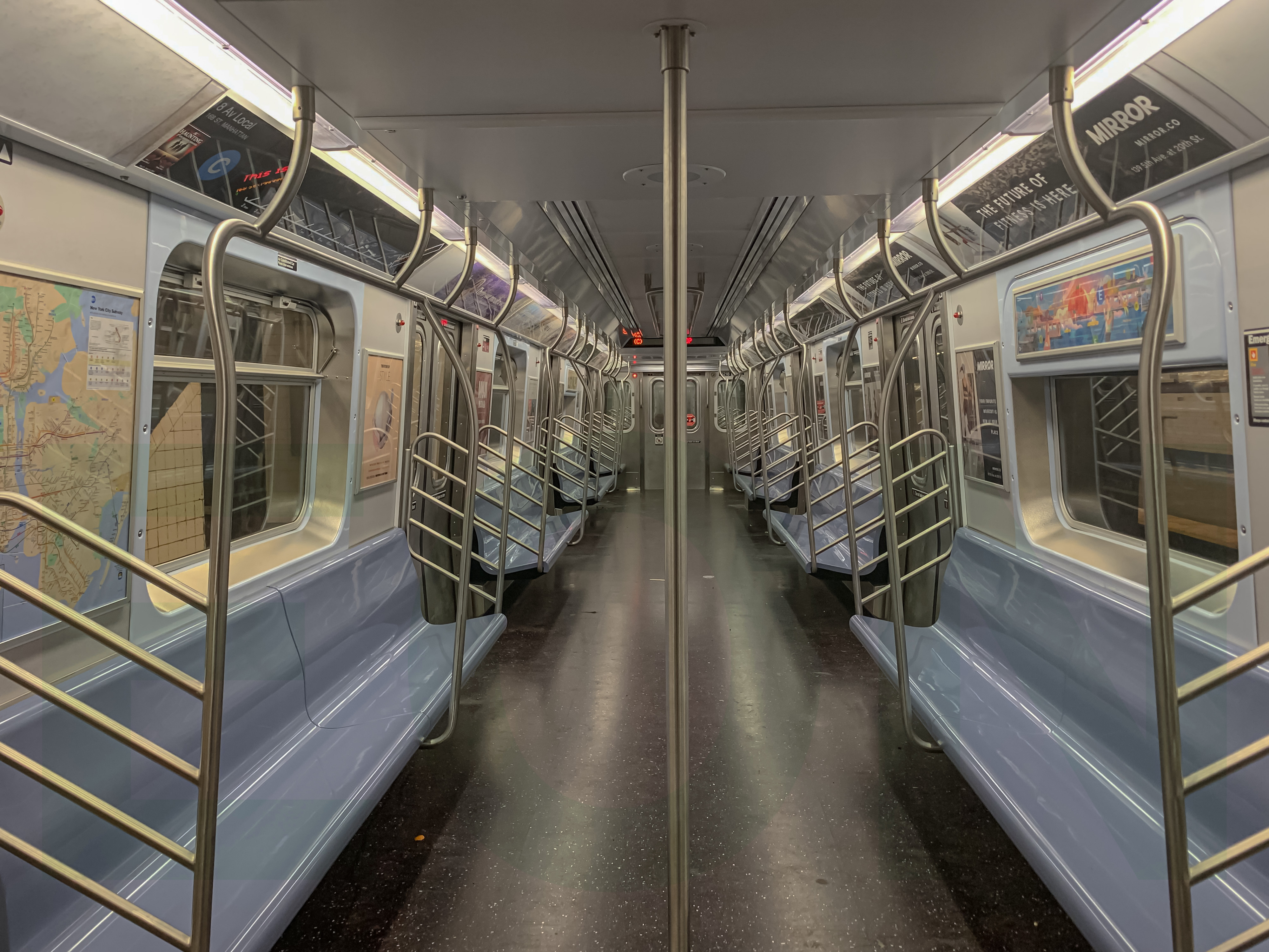
R179形の車内

## 主要機器類
制御装置はIGBT素子VVVFインバータ制御であり、ボンバルディア・トランスポーテーション製である。主電動機はかご形三相誘導電動機を採用し、TM1301SPと称される。また台車はインダイレクトマウント空気ばね台車が採用されている。

## 導入・運用
本形式はもともとは2014年12月の納入開始を予定していたが、実際には2016年9月の納入開始となり、路線導入が計画に対して2年以上遅れとなっている。これは、後代のR211が川崎重工への一括発注となる原因にもなった。
2017年11月19日にJ・Z線に4両編成が営業受入試験として営業運転を開始し、11月24日には初めてマンハッタン区内に入線した。本格的な営業運転開始日は同年12月27日である。その後、2018年11月6日からC線でも営業運転を開始した。2019年5月をもって4両編成は導入を完了した。
5両編成は2019年2月10日から営業受入試験に入り、その後3月12日からA線で営業運転を開始した。
2020年1月より、相次いで扉故障が発生。その後、扉開閉システムに不具合が見つかり、一旦全車が運用を離脱した。同年には全車の導入を終え、R32形およびR42形は順次廃車となっている。
しかし同年6月、A系統で運用中のR179形の6両目と7両目が突然分裂する事故が発生し、その後全車両が運用を離脱した。この間、A系統・C系統の車両不足補填のためジャマイカ基地およびイースト・ニューヨーク基地からR160形が貸し出され、イースト・ニューヨーク基地は運用離脱していたR32形を復帰させて補填した。同年9月にR179形は運用復帰し、R160形は返却、R32形は再度離脱した。